# Mimagetocera
Mimagetocera is een geslacht van kevers uit de familie bladkevers (Chrysomelidae).
De wetenschappelijke naam van het geslacht werd in 1936 gepubliceerd door Maulik.

## Soorten
- Mimagetocera flava (Jacoby, 1904)